# 幸せラジオ 乾龍介です!
『幸せラジオ 乾龍介です!』（しあわせラジオ いぬいりゅうすけです）はラジオ大阪で2009年4月4日から2012年3月31日まで放送されていたラジオ番組である。放送は毎週土曜日の朝7:00〜10:00（JST）。

## 概要
パーソナリティは元朝日放送（ABC）アナウンサーの乾龍介。乾の冠番組であり、乾がABCを退社後、ABC以外の在阪ラジオ局で初のレギュラー番組でもある。土曜日の朝、一週間のニュースや法律相談、中央競馬予想、映画コーナーなど、盛りだくさんの内容だった。
番組ブログでは、料理のレシピが掲載されている。過去には9時台に「幸せ手抜き料理」というコーナーがあった。

## タイムテーブル
- 7:00 オープニング - 乾が一週間に起こった時事ネタから駄洒落を交えたトークで振り返る。
- 7:12 龍介の朝刊拾い読み - 乾が土曜日の一般紙・スポーツ紙各紙から気になったニュースを紹介。
- 7:30 産経新聞ニュース・天気予報・交通情報
- 8:00 広げよう人の輪
- 8:30 産経新聞ニュース・天気予報・交通情報
- 8:40 なにわの法律相談 もしもし相馬達雄です（立正佼成会提供）
- 8:50 競馬エイト勝ち馬予想! - 競馬エイトの記者と中央競馬の日曜日のメインレースを予想。
- 8:54 交通情報
- 9:00 ニュースフラッシュ
- 9:05 龍介の一押しムービー - 公開前の映画を乾流に解説。
- 9:30 産経新聞ニュース・天気予報・交通情報
- 9:45 ゲストコーナー
- 9:53 交通情報
- 9:58 エンディング